# Dohrniphora sarmientoi
Dohrniphora sarmientoi är en tvåvingeart som beskrevs av Brown och Giar-Ann Kung 2007. Dohrniphora sarmientoi ingår i släktet Dohrniphora och familjen puckelflugor.
Artens utbredningsområde är Colombia. Inga underarter finns listade i Catalogue of Life.